# Famille Terzi
Pour les articles homonymes, voir Terzi.
La famille Terzi est une famille noble de Parme, appartenant à la noblesse rurale émilienne, comportant au XIVe siècle des podestats, capitaines et gouverneurs de villes padanes, comtes de Tizzano et Castelnuovo, seigneurs de Parme et Reggio.

## Histoire

### Les origines
Les Terzi sont issus de la famille da Cornazzano, vassaux de Mathilde de Toscane. Le fondateur de la famille est Gerardo Tercius, identifie comme Terzo da Cornazzano c'est-à-dire troisième fils de Pietro, premier membre des Terzi.
Gerardo Tercius est cité dans les Annales Cremonenses  sous le nom de Bernardo da Cornazzano (1218), d'autres sources le désignent sous le nom de Bernardo ou Gherardo Tertius (1223).
De Gherardo deux enfants sont connus : Pietro et Guido. Ce dernier qui apparaît parmi les guelfes de Parme sur un document de 1248  a eu deux fils Filippo et « il Guidone », recensé en 1311 sous le nom de  Guido Tercius parmi les citoyens éminents de Parme.
Guidone et Filippo, sont cités comme de Tertiis sur le diplôme impérial datant de 1329 de Louis IV du Saint-Empire.
Ce diplôme impérial permet aux Terzi de Parme d'asseoir leur signoria dans la région de Parme entre Sissa et Torricella. Cette institution qui voit le jour au  XIVe siècle donne le privilège au seigneur local de gouverner le territoire de façon autonome  (Seigneurie banale). Ce nouveau droit a favorisé l'éclosion de nouveaux centres de pouvoir dans l'Italie centro - septentrionale.
les Terzi étaient déjà investis comme « Cornazzani » par Frédéric II du Saint-Empire, en 1247, comme comtes de Tizzano Val Parma et de Belvedere (aujourd'hui Castelnuovo Fogliani) et d'autres territoires de la région de Parme. Ainsi, ils sont devenus au cours du temps seigneurs de  Parme, Noceto, Guardasone et Colorno.

## Les Terzi condottieri
Les Terzi se sont liés avec le duché de Milan, ainsi en 1364 les frères  Niccolò Terzi il Vecchio et Giberto Terzi jurent fidélité à Barnabé Visconti.
L’accord des Terzi avec les Visconti est confirmé par l'assignation de nombreux protectorats (régence du Consiglio di Verona par partes ultra Mincium, les capitanats de Bergame, de Brescia et de Reggio d'Émilie).
En 1387, Venceslas Ier du Saint-Empire leur concède un diplôme accordant à Niccolò il Vecchio, le droit de transmission à ses enfants. La cérémonie solennelle est célébrée à la cathédrale de Pavie le 15 août 1387.
La fidélité aux ducs de Milan permet aux Terzi, devenus condottieri, Niccolò Terzi il Vecchio, ses fils Giacomo Terzi, Ottobono ou Ottobon Terzi à son neveu Niccolò Terzi, outre les biens déjà possédés à Parme de prendre les châteaux de Guardasone, Bazzano, Colorno, et d'autres terres : Nigone, Montelugolo, Scalucchia, les châteaux de Rossena Canossa, Sassatello et Gombio ainsi que de nombreuses possession agricoles ex longissimo tempore entre Castelnovo di Sotto, Medesano, Gualtieri et Guastalla.

## La diaspora des Terzi
Terzi di Fermo
Giovanni Filippo, fils de Giacomo Terzi, jurisconsulte, petit-fils d'Ottobon Terzi, s'établit dans les Marches après l'assasinat de son oncle (1409) et donne l'origine (en 1445) à la famille des Guerrieri de Fermo qui en 1496, avec Ludovico, passe a Mantoue, au service de la cour du marquis François II.
Terzi di Sissa
Une branche des Terzi, issue de Giberto Terzi, frère de Niccolò il Vecchio, s'est établie dans la région au nord de Parme sous le nom de Terzi di Sissa (1386 à 1805); la branche s'éteint au XIXe siècle.

## Armes

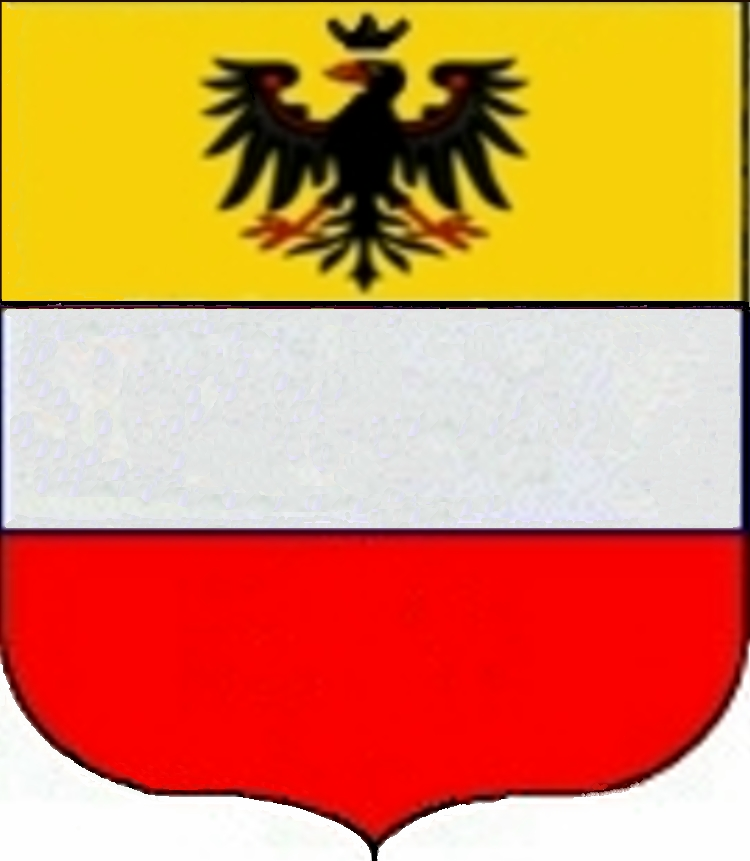
Blason des Terzi de Parme.

Les armes de la famille se blasonnent ainsi : Coupé d'argent et de gueules, au chef d'or à l'aigle de sable armé de gueules.[réf. nécessaire]